# 加巴拉国际音乐节
加巴拉国际音乐节（Gabala International Music Festival）是每年夏季在阿塞拜疆共和国举办的音乐盛事。始于2009年。
音乐节由巴库音乐学院（Baku Academy of Music）校长法汉德巴达贝里（Farhad Badalbeyli）和指挥家德米特里亚布隆斯基（Dmitri Yablonski）创办的蓋達爾·阿利耶夫基金會提供支持。

## 现场图片

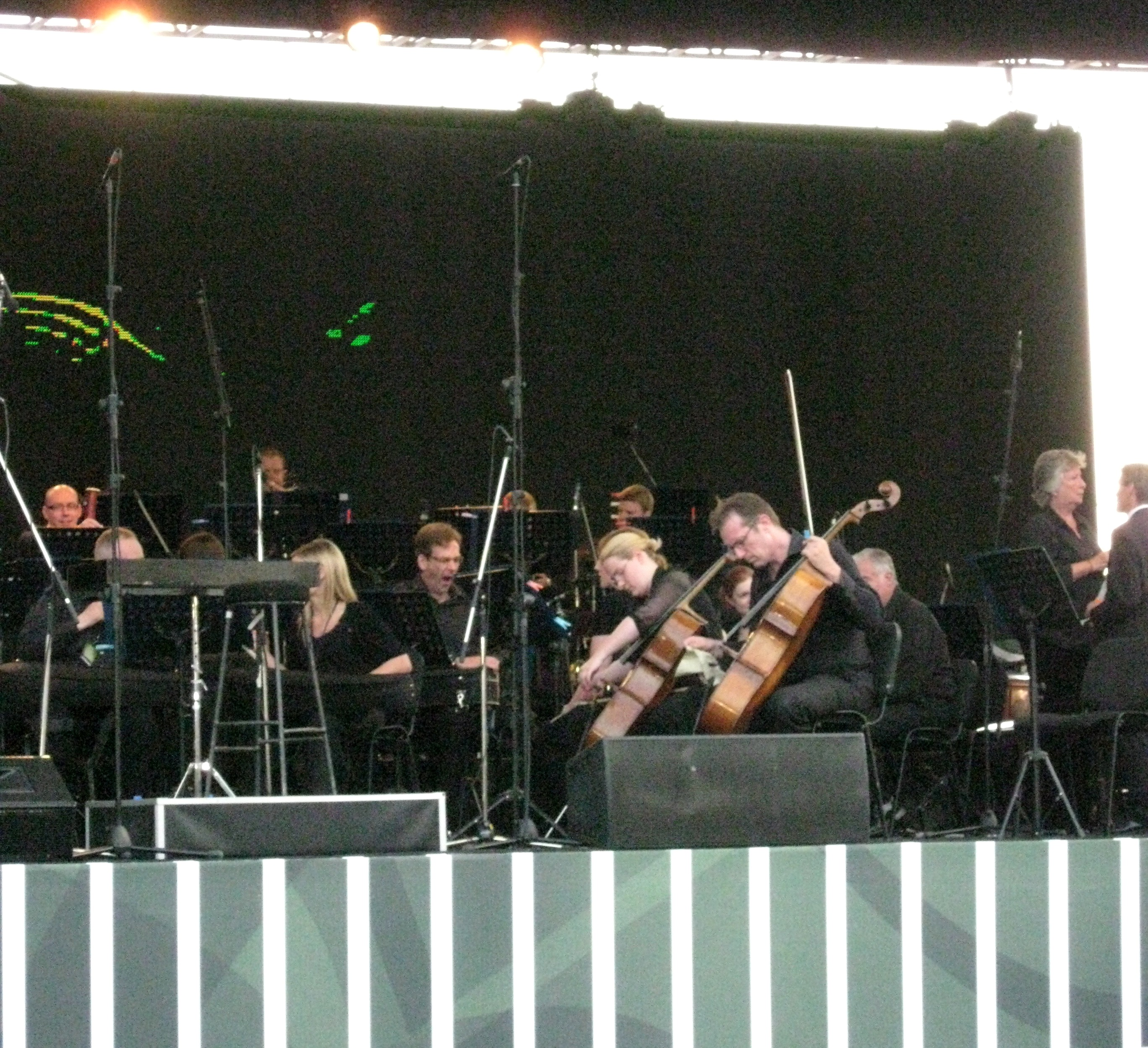
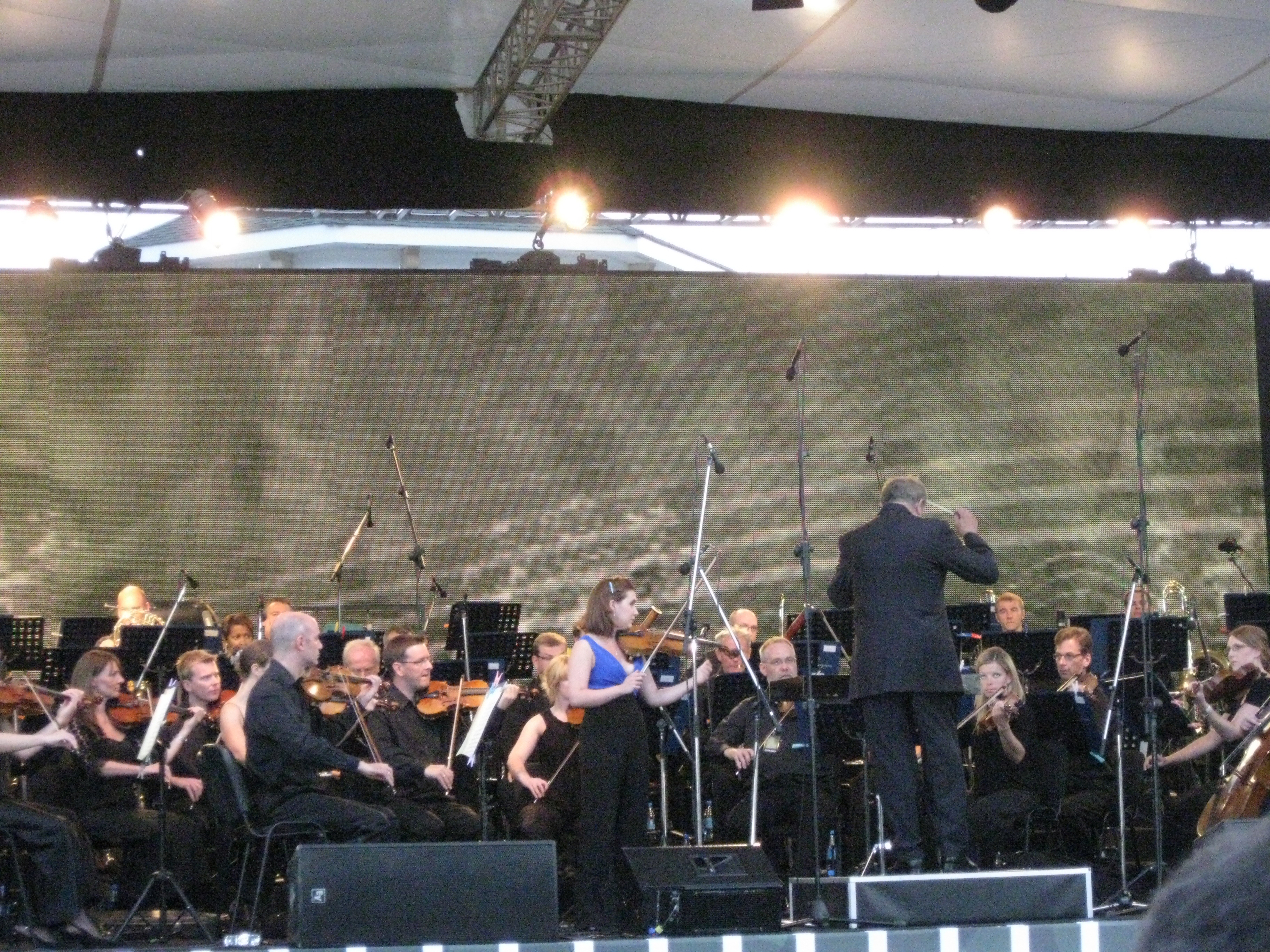
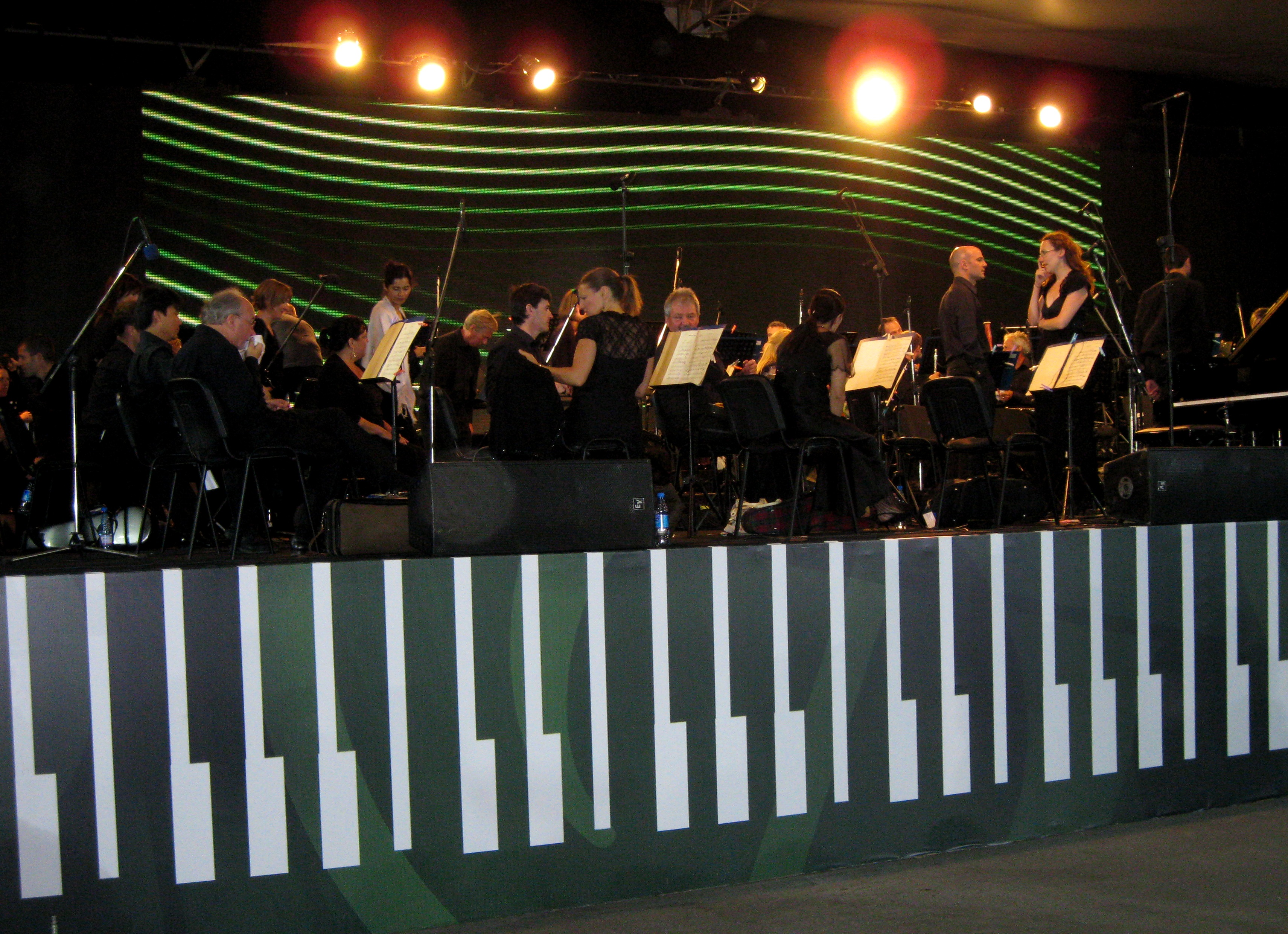
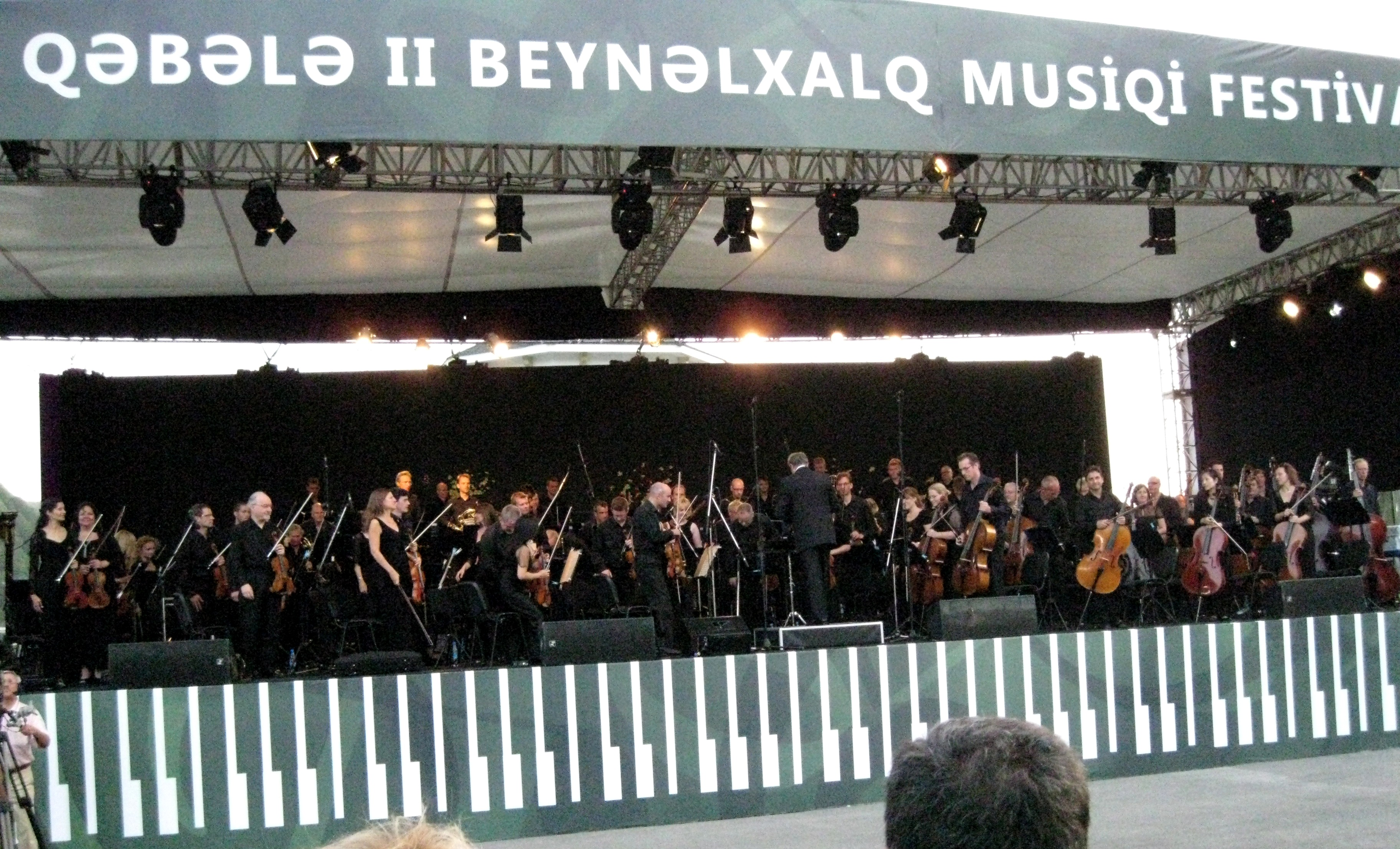
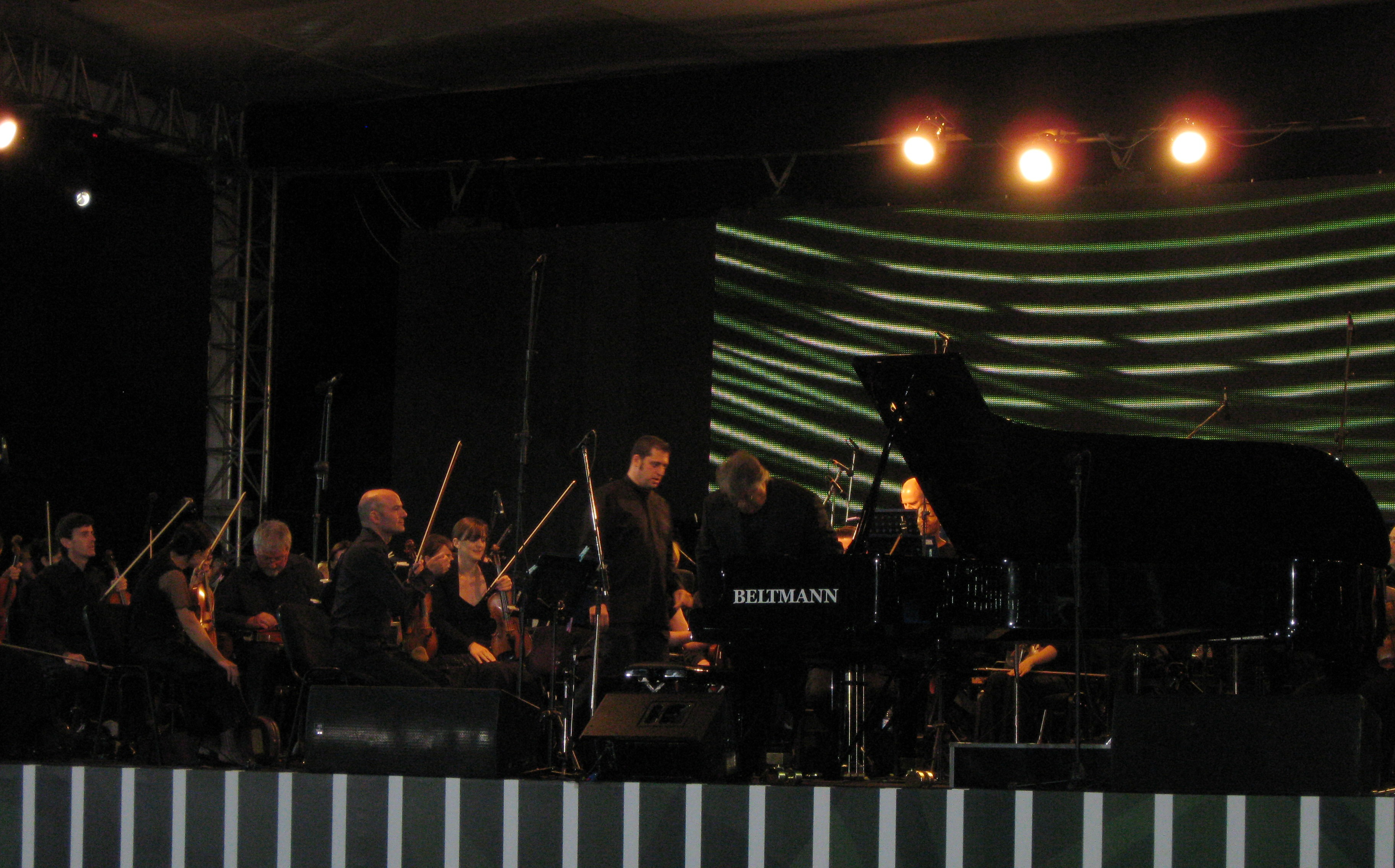
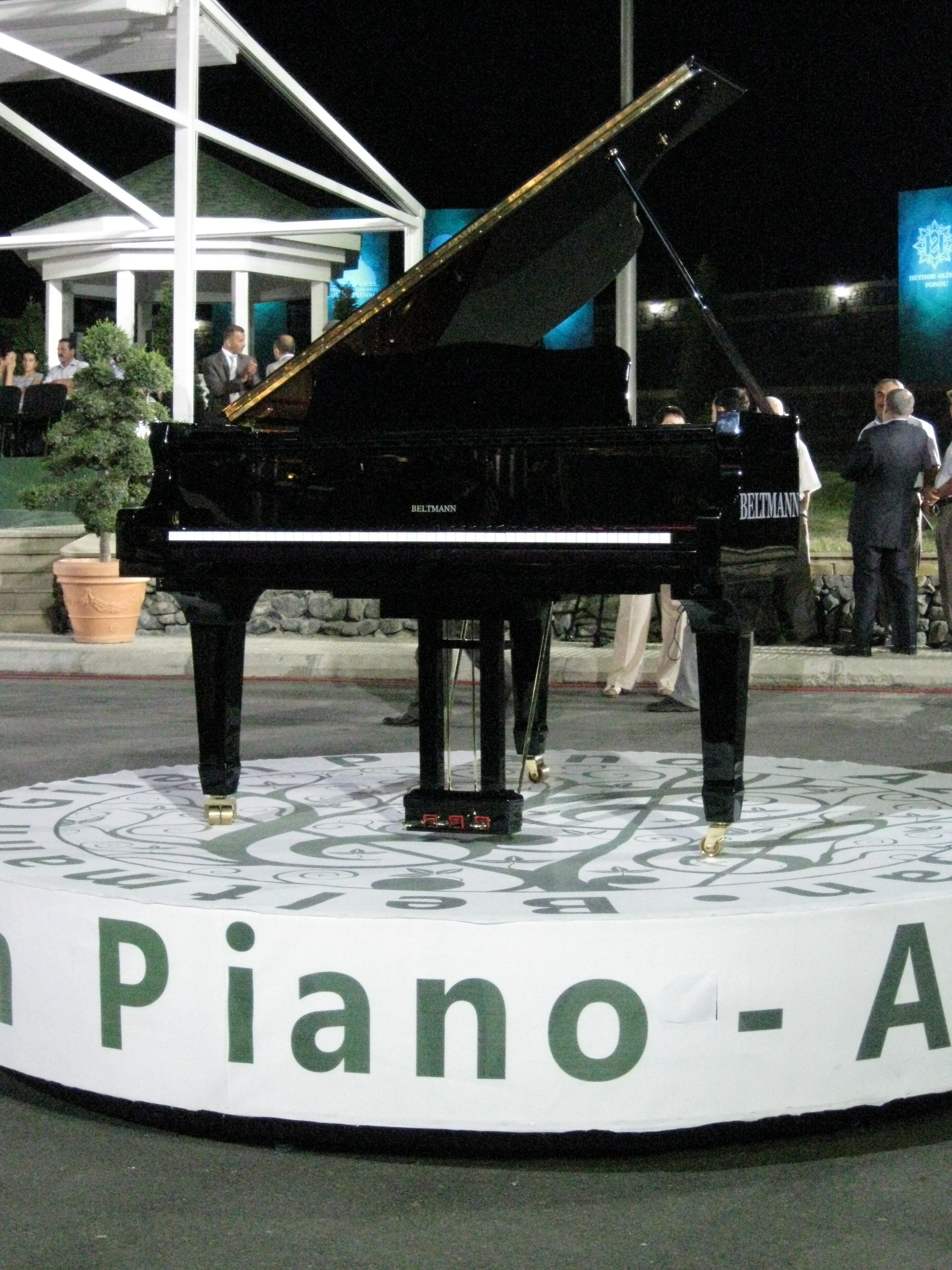